# Hombre verde

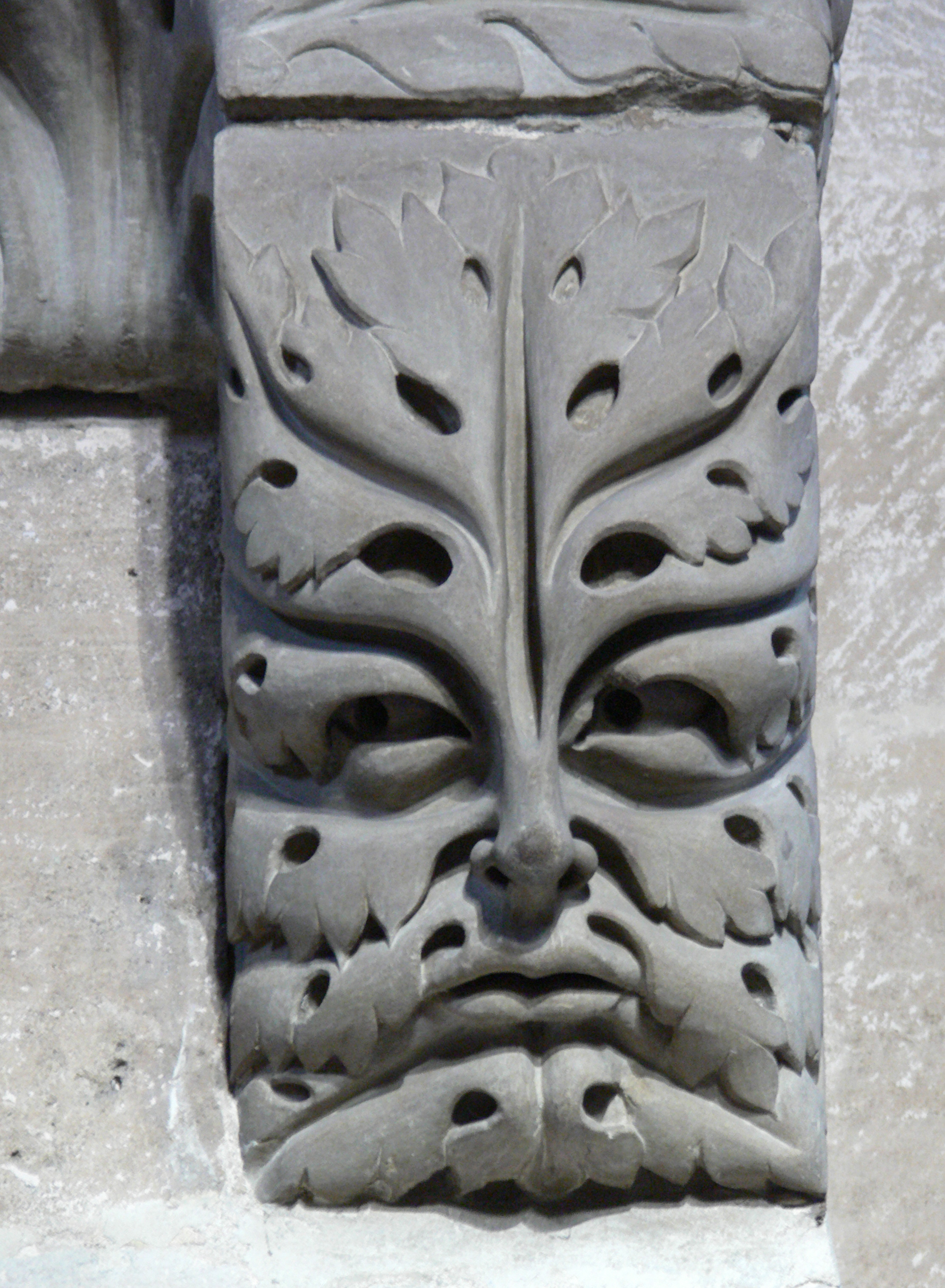
Representación del Hombre verde en una columna de la catedral de Bamberg, del, en Alemania

El Hombre verde es una escultura, dibujo, u otra representación de una cara rodeada o hecha de hojas. Las ramas o enredaderas pueden brotar de la nariz, boca, u otras partes de la cara y de estos brotes pueden salir flores o frutos.
Comúnmente se utiliza como ornamento arquitectónico, y se encuentra con frecuencia en tallas de edificios tanto seculares como eclesiásticos. "El Hombre verde" es también una talla popular en las casas públicas de origen anglosajón y diversas interpretaciones aparecen en los mesones, que a veces muestran una figura completa en lugar de sólo la cabeza.
El motivo del hombre verde tiene muchas variaciones. Se encuentra en muchas culturas de distintas épocas en todo el mundo, y es a menudo relacionado con las deidades de la naturaleza. Se interpreta principalmente como un símbolo de renacimiento, que representa el ciclo de crecimiento en cada primavera. Algunos especulan que la mitología del hombre verde se desarrolló de manera independiente en las tradiciones de antiguas culturas,  dando lugar a la gran variedad de ejemplos que se encuentran a lo largo de la historia.